# Levaya
La Levaya est un rite funéraire juif.
Elle habituellement entendue comme inhumation, mais elle signifie accompagnement (du défunt). Elle se fait sans fleurs, ni couronnes, ni musique. En effet, celles-ci sont des traditions non juives, que les Juifs ont de tout temps été encouragés à ne pas suivre, et il est de plus jugé malséant de chercher à dissimuler l'odeur du corps.

## Levaya dans la tradition ashkénaze
En entrant au cimetière (appelé par antiphrase Maison de la Vie ou Maison de l'Éternité), on récite une bénédiction (si l'on ne s'y est pas rendu depuis un mois). On se rend ensuite dans une salle où le rabbin prononce le hesped. Le mort est déplacé les pieds vers l'avant. On récite le Psaume 91 lors du convoi du cimetière, la hachkava et le El Male Rahamim.
Le rabbin jette trois pelletées de terre, en prononçant les versets bibliques : Tu viens de la poussière et à la poussière tu retournes et La poussière retourne à la terre d'où elle est venue et l'âme retourne vers Dieu qui l'a donnée. Il prend les pelletées avec le dos de la pelle, et la replante, plutôt que de la passer au suivant. Il est ensuite imité par les proches puis les assistants.
Une fois la fosse comblée, on récite le Kaddish lehidhadeta, puis le Tzidouk Haddine.
On forme une double haie, entre lesquelles passe les endeuillés afin de recueillir les témoignages de sympathie de l'assistance, car il est malvenu de chercher à le consoler auparavant (cf. Pirke Avot 4:18 : « [...] ne cherche pas à le consoler tant que le mort qu'il pleure est devant ses yeux »). Une célèbre formule de consolation est : Hamaqom yéna'hem etkhèm bètokh shear avelé Tzion viYroushalaïm (Que le Lieu vous console parmi les endeuillés de Sion et de Jérusalem).
En quittant le cimetière, certains arrachent une poignée d'herbe (symbolisant la résurrection). On se lave les mains sans les essuyer.

## Levaya dans la tradition sépharade
La cérémonie est similaire dans les grandes lignes. On ajoute au Psaume 91 la prière de Rabbi Nehounia ben Haqana et, lorsqu'il s'agit d'une femme, le Eshet 'Hayil (Femme vaillante). C'est à ce moment qu'on pratique la qeri'ah (déchirure). La prière de consolation est un peu plus longue.